# Копаев, Валерий Васильевич
Валерий Васильевич Копаев (1954—1979) — советский спортсмен (лыжное двоеборье). Мастер спорта международного класса (1974). Победитель (1977) и призер чемпионата СССР (1974).

## Биография
Воспитанник сортавальского спорта. Начинал карьеру в лыжных гонках, в 1968 г. занял второе место на юношеском чемпионате Карельской АССР.
Первый тренер В. П. Володин, затем — тренер Б. А. Черёмухин («Локомотив»).
Чемпион зимней Спартакиады народов СССР (1974 г.) в Бакуриани. Победитель международных Лахтинских игр 1976 г.
Обучался в Ленинградском институте инженеров железнодорожного транспорта, затем в Ленинградском пединституте имени А. И. Герцена.
В 1972 г. занял второе место на чемпионате профсоюзных обществ, в 1973 г. второе место на первенстве страны.
Участник XII зимних Олимпийских игр в Инсбруке (1976), — 7 место.
Погиб при невыясненных обстоятельствах. Похоронен на Токсовском кладбище в Ленинградской области.